# Волиця (гміна Стопниця)
Волиця (пол. Wolica) — село в Польщі, у гміні Стопниця Буського повіту Свентокшиського воєводства.
Населення — 501 особа (2011).
У 1975-1998 роках село належало до Келецького воєводства.

## Демографія
Демографічна структура на день 31 березня 2011 року:
|          | Загалом | Допрацездатний вік | Працездатний вік | Постпрацездатний вік |
| -------- | ------- | ------------------ | ---------------- | -------------------- |
| Чоловіки | 266     | 56                 | 186              | 24                   |
| Жінки    | 235     | 41                 | 148              | 46                   |
| Разом    | 501     | 97                 | 334              | 70                   |